# The Getaway Plan
 (février 2012).
The Getaway Plan est un groupe de rock australien, originaire de Melbourne. Actif depuis 2004, avec une pause de février 2009 à juillet 2010, le groupe est composé de Matthew Wright (guitare et chant), Clint Splattering (guitare), Dave Anderson (basse) et Aaron Barnett (batterie).
Après avoir publié une première demo en 2004, le groupe signe chez Boomtown Records en 2006. L'EP Hold Conversation sort dans la foulée. En 2008, leur premier album, Other Voices, Other Rooms, atteint la 14e place des charts australiens. Requiem, leur deuxième album, sort le 4 novembre 2011 et pointe en 17e position dans les charts australiens. Enfin, quatre ans plus tard, Dark Horses atteint la 10e place de ces mêmes charts.
En mars 2022, The Getaway Plan fait partie des têtes d'affiche devant jouer pour la première édition du festival melbournois Our First Kiss, aux côtés d'autres groupes des années 2000, parmi lesquels The Veronicas et Closure In Moscow.

## Discographie

### Albums
- Other Voices, Other Rooms (2008)
- Requiem (2011)
- Dark Horses (2015)

### EP
- Hold Conversation (2006)